# Israels politik
Israels politik tager udgangspunkt i en parlamentarisk, repræsentativt demokratisk republik, hvor premierministeren er regeringschef, og i et flerpartisystem, hvor partierne vælges af borgerne. Den udøvende magt, i regeringen, den lovgivende magt, ved Knesset og den dømmende magt, ved Israels retsvæsen, er uafhængige af hinanden for at sikre gensidig kontrol og balance i systemet. Det politiske system i staten Israel og hovedprincipperne er bestemte i 11 grundlæggende love, i tillæg til principperne i uafhængighedserklæringen fra 14. maj 1948 og en række andre vedtagne love.
I uafhængighedserklæringen forlangte man, at lovene fra det tidligere britiske mandatsystem fortsat skulle være gyldige, så vidt lovene ikke gik imod bestemmelserne vedtaget for at oprette staten Israel i 1948 eller kom i konflikt med nye love vedtaget af den lovgivende forsamling.

## Politisk system

### Lovgivende myndighed
Knesset er Israels lovgivende forsamling. Den består af 120 medlemmer og er et et-kammersystem, som tager sine beslutninger i plenarforsamlinger, og hvis hverv udføres af 15 udvalgte.
Knessets medlemmer vælges demokratisk ved valget hvert fjerde år. Hele landet består af én valgkreds. Knessets spærregrænse er på 2 % af de afgivne stemmer. Valgdagen er en helligdag. Statsministeren eller et flertal i Knesset kan udsætte valg inden for en valgperiode (i utide), hvilket er sket syv gange siden maj 1948.
Alle israelske statsborgere (jøder, arabere, med flere) over 18 år har stemmeret. Som israelsk statsborger kan man vælges til Knesset fra man er 21 år gammel (med enkelte undtagelser). Hvis man har haft en offentlig stilling som præsident, dommer, højtstående officer i hæren eller lignende, kan man først vælges, når man har forladt stillingen mindst 100 dage før valget. Man kan heller ikke vælges, hvis man har en kriminel baggrund.

### Udøvende myndighed
Den udøvende forsamling, regeringen, er ansvarlig over for Knesset og afhængig af parlamentariske tillidserklæringer. Regeringen ledes af statsministeren, som skal være medlem af Knesset. De øvrige ministre behøver ikke være at folkevalgte, selv om de som regel er det. Regeringen ivaretager ind- og udenlandske forhold samt sikkerhedsspørsmål.
Regeringen skal have et flertal på mindst 61 medlemmer af Knessets 120 medlemmer for at kunne regere. Ingen partier har nogen gange haft et alene flertal i Israels historie. Alle regeringer har været baseret på en koalition mellem flere partier.

### Dømmende myndighed
Den dømmende myndighed er uafhængig af både de lovgivende og udøvende myndigheder. Dette gælder også de sekulære og religiøse domstole for de forskellige religioner i Israel. Systemet består af 3 niveauer domstole. Dommerne udnævnes af præsidenten efter anbefaling fra en offentlig indstillingskomité.
I december 1985 informerede Israel FN-sekretariatet om, at det ikke længere ville acceptere at være underlagt Den Internationale Domstol afgørelser.

#### Domstole
De israelske sekulære domstole består af et system på tre niveauer:
- Magistrat-domstolene fungerer som førsteinstansdomstol
- Distriktsrettene fungerer som ankeinstans, og fungerer også som førsteinstansdomstol i nogle tilfælde
- Højesteret er lokaliseret i Jerusalem og fungerer som ankeinstans, og også som dømmende magt i tilfælde, hvor statslige magt bliver anklaget for at have brudt loven

Religiøse domstole er unikt for det israelske retsvæsen, og afgør sager, som har med love om personlig status, specielt ting som har med familie at gøre. Traditionen har sine rødder fra tiden, da området var underlagt Det Osmanniske Rige, og blev videreført i Palæstina-mandatet under Storbritannien.

## Præsidenten
Israels præsident er landets statsoverhoved, og vælges af Knesset i en mandatperiode på syv år. Tidligere var mandatperioden på fem år med muligheden for at blive genvalgt.
Præsidentens opgave er blandt andet at skrive under på alle love, efter parlamentsvalget at udpege en person til at danne regering, udpege dommere til højesteret efter forslag fra statsministeren, udpege styrelsesordfører i rigsbanken efter forslag fra premierministeren samt, at præsidenten har ret til at benåde fængslede. Foruden dette repræsenterer præsidenten landet udenad, blandt andet ved at tage imod diplomatiske besøg og underskrive aftaler med andre lande.

## Premierministeren
Israels premierminister er den demokratiske valgte leder af Israels regering. Normalt er denne leder for det største parti eller den største koalition i Israels parlament, Knesset.
Efter parlamentsvalget udnævner Israels præsident en person til at danne en regering, og hvis denne kan danne en regering, som består af en majoritet i Knesset bliver denne premierminister.
I 1992 blev loven ændret, sådan at premierministeren blev valgt direkte af folket. I 1996, 1999 og 2001 blev premierministeren valgt på denne måde, men i 2001 gik man tilbage til det tidligere system, da det blev sværere at danne en regering.

## Politiske partier
Israelsk politik er præget af unikke omstændigheder og udfordrer ofte enkle måder at klassificere et parti i det politiske spekter. De forskellige grupper bliver nogle gange associeret med højre- eller venstrefløje, specielt i international sammenhæng, eftersom de står i forhold til Mellemøsten-konflikten.

### Partier repræsenteret i det nuværende Knesset
Følgende partier er repræsenteret i det 17. Knesset:
| Partier og koalitioner                                                                                    | Leder              | Sæder |
| --- | ------------------ | ----- |
| Kadima | Ehud Olmert        | 29    |
| Arbejderpartiet–Meimad - Arbejderpartiet - Meimad                                                         | Ehud Barak         | 19    |
| Shas | Eli Yishai         | 12    |
| Likud | Binyamin Netanyahu | 12    |
| Israel Beiteinu                                                                                           | Avigdor Lieberman  | 11    |
| National Union–Nationalreligiøst parti - National Union - Ahi - Moledet - Tkuma - Nationalreligiøst parti | Binyamin Elon      | 9     |
| Gil | Rafi Eitan         | 7     |
| United Torah Judaim - Agudat Israel - Degel HaTorah                                                       | Yaakov Litzman     | 6     |
| Meretz-Yachad                                                                                             | Haim Oron          | 5     |
| United Arab List - Ta'al - United Arab List - Ta'al                                                       | Ibrahim Sarsur     | 4     |
| Hadash - Maki                                                                                             | Mohammad Barakeh   | 3     |
| Balad | Azmi Bishara       | 3     |

## Politiske stridsspørgsmål
De største politiske stridsspørgsmål inden for israelsk politik er:
- Hvordan konflikten mellem Israel, palæstinenserne og araberlandene (Mellemøsten-konflikten) skal løses
- Forholdet mellem jødiske, religiøse bevægelser
- Hvor stor indflydelse jødisk, religiøst liv skal have på den sekulære stat (se Den jødiske stat og religion i Israel)
- Økonomi- og handelsspørgsmål (sidste med andre nationer) og sociale fordelingsspørsmål

## Administrative distrikter
Administrativt er landet delt ind i seks områder, mehoz: Centraldistriktet, Haifa-distriktet, Jerusalem-distriktet, Norddistriktet, Syddistriktet og Tel Aviv-distriktet. Administrationen af distrikterne er fastsat af Indenrigsdepartementet. Forsvarsdepartementet er ansvarlig for administrationen af de besatte områder.

## Udenrigspolitik
Staten Israel blev medlem af FN den 11. maj 1949. I dag har Israel diplomatiske relationer med 162 stater. Antallet er forholdsvist lavt, da en stor del af den Muslimske verden ikke anerkender Israel som en legitim stat. Inden for israelsk udenrigspolitik er forsøgene med at få fred med arabiske lande, som de har kæmpet mod dem siden deres etablering, og at etablere kommercielle og kulturelle bånd med nationer rundt om i verden, høj prioritet.
Israel er medlem af en række internationale organisationer, inkluderet flere europæiske som observatør.